# Лозовівка
Лозові́вка — село в Україні, у Шульгинській сільській громаді Старобільського району Луганської області. Орган місцевого самоврядування з 2019 року — Шульгинська сільська громада, до 2019 року — Хворостянівська сільська рада.

## Географія
Лозовівка розташована на річці Айдар, притоці Сіверського Дінця, за 4 км від села Хворостянівка і за 16 км від районного центру, який для села є найближчою залізничною станцією.

## Історія
Лозовівка була заснована в 1854 році (в деяких джерелах пишеться про 1702 рік заснування). Назва села пішла від прізвищя засновника Лозового.
Село постраждало внаслідок геноциду українського народу, вчиненого урядом СССР у 1932—1933 роках, кількість встановлених жертв — 94 людей.
В 1957-му році Лозовівка стала належати до Хворостянівської сільської ради. До цього року в Лозовівці була своя Рада.
Лозовівка входила до складу колгоспу ім. 40-річчя Жовтня разом із Хворостянівкою та Кам'янкуою.
В результаті реформ 2000-го року на базі Хворостянівки і Лозовівки були утворені СТОВ "Айдар-Агро" і фермерське колективне господарство "Альтаїр". В 2004 році "Айдар-Агро" збанкрутувало.
В околицях села були знайдені кургани епохи бронзи (ІІ - початок І тисячоліття до н. е.).
Село має дерев'яний Храм Вознесіння Господнього [Архівовано 1 грудня 2021 у Wayback Machine.]. 

## Природно-ресурсний потенціал
Лозовівка омивається річкою Айдар та оточена невеликими лісами - Криничний, Лісковий, Байрачок, Вовчий, Високий, Кучерів та Плоский. В них ростуть дуб, липа, клени, берестки, ліщина, проліски, конвалії, воронці, звіробій, полуниця і т. д. Є природні озера. На схилі пагорба між Лозовівкою і Хворостянівкою знаходиться гідрологічна пам'ятка "Джерело Лозовське", що вважається пам'ятником природи України і охороняється законом.

## Населення
Кількість населення Лозовівки змінюється в бік зменшення. За даними перепису населення 2001 року, у селі мешкала 451 особа. У 2005 році мешкало 439 осіб. У 2014 році - 388 осіб. На момент 2021 року в селі проживає 321 особа.

## Відомі люди
В селі жив і працював відомий у районі і в області музикант і композитор Едуард Мар'янович Улановський.

## Також
- Перелік населених пунктів, що постраждали від Голодомору 1932-1933, Луганська область